# 德古拉2000
是2000年美国上映的一部恐怖题材的电影，由帕特里克·盧西爾指导，克里斯托弗·普盧默、約翰·李·米勒主演，该电影主要讲述背叛耶稣的犹大，因为无法宽恕自己而成为吸血鬼，并在之后危害人类的故事。
在该电影的宣传海报中表明该电影以德古拉为主，讲述其在现代美国复活后发生的生活，不过该电影并没有受到大部分观众的喜爱。

## 電影內容简介
在很久以前，犹大因为背叛了耶稣，于是之后想要通过自裁来得到宽恕，但是她并没有成功反而成为了吸血鬼，改名为德古拉。并在之后被温西森家族封印在了一口棺材里。
之后又过了很长一段时间，某日一个盗贼团伙将其尸体盗走，碰巧解除了其封印，而后，解除封印的他自然是决定对人们进行杀戮，以及对温西森家族进行复仇。
而与此同时，就在他准备动手的时候，他却意外的和一个女子有了心灵感应，后通过一些方式，他得知这个女子就是温西森家族的人，并且其父亲为了能彻底消灭自己，不断的在他的身体里注射身为吸血鬼的自己的血液，从而进行研究，于是这个女孩自然是拥有了自己的血脉。
虽说最后德古拉杀死了这个和自己心灵相通得女子的父亲，但是在他准备将这个和自己有心灵感应的女子变成自己新娘的时候，他却意外的发现，实际上是自己无法宽恕自己，所以自己才没有到天堂而是成为了这个样子，于是他决定放过这个女子，并让自己去宽恕自己……

## 演员表
- 杰拉德·巴特勒
- 克里斯托弗·普卢默
- 约翰尼·李·米勒
- 贾斯蒂恩·瓦戴尔
- 科琳·菲茨帕特里克
- 詹妮弗·艾斯波西多

### 职员表
- 导演:帕特里克·盧西爾
- 摄影:鲍德熹
- 选角:萨拉·芬兰
- 美术: Carol Spier
- 服装: 丹妮斯·柯南伯格
- 化妆:Sean Sansom、马雷斯·朗根
- 副导演:Pazz Neglia
- 视觉特效: 贾米森·戈伊、布拉德·库恩、尤尔·霍尔曼、埃里克·亨利、大卫·埃布纳、Joseph Brattesani

## 其他
- 导演最初对剧本并不是很满意。[3] [4]
- 该电影首周票房排名第 7 名，票房為 8,636,567 美元。在第二週，這部电影票房开始出现下降趋势，但仍排在第 8 名。這部電影在美国的票房 33,022,767 美元，在海外票房 14,030,858 美元，全球總票房為 47,053,625 美元，而这却未能收回其 5400 萬美元的預算。但是该作是Miramax/Dimension Films 在 2000 年票房排名中为第六名。[5]

## 備註
1. ↑  . British Board of Film Classification. March 22, 2001  [October 22, 2015]. （原始内容存档于March 5, 2016）.
2. ↑  . （原始内容存档于September 23, 2016）.
3. ↑  . EW.com. 2000-06-16  [January 3, 2017]. （原始内容存档于2017-01-04） （美国英语）.
4. ↑  . Books and Culture.   [January 3, 2017]. （原始内容存档于January 4, 2017）.
5. ↑  . （原始内容存档于January 30, 2012）.